# Балог, Йожеф
Йо́жеф Ба́лог (венг. Balogh József; 1956, Печ) — венгерский кларнетист.
Окончил Будапештскую академию музыки имени Листа, где был учеником Белы Ковача. В 1974 году завоевал одну из премий на юношеском конкурсе исполнителей «Концертино Прага». С 1976 года играл в оркестре Венгерской оперы, был также первым кларнетом Симфонического оркестра Венгерского радио. Как солист записал альбом «Контрасты», полностью посвящённый венгерской музыке для кларнета и включающий произведения Белы Бартока, Лео Вайнера, Режё Кокая, Камилло Лендваи и др. Среди других записей Балога — концерт для кларнета с оркестром Гаэтано Доницетти, камерные ансамбли Моцарта и Брамса (в том числе моцартовское фортепианное трио № 2 K. 496 в собственном переложении Балога для кларнета, скрипки и виолончели). С 1988 года Балог преподаёт в Будапештской академии музыки.